# ابن الأصدق
ميرزا علي محمد خراساني وُلد عام 1850 وتوفي عام 1928، المعروف باسم ابن الأصدق، كان من أتباع بهاء الله البارزين، مؤسس الديانة البهائية. وقد عُيِّن يدًا لأمر الله، كما عُدّ أحد حواريو بهاء الله التسعة عشر.

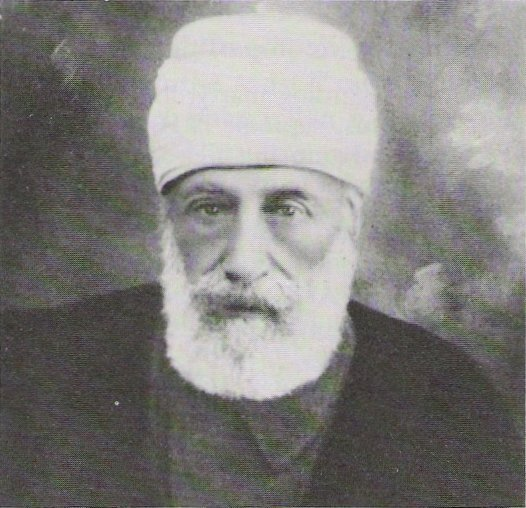

خاطبه بهاء الله بلقب الشهيد ابن الشهيد، إذ كان ابن شهيد بارز من الحركة البابية، وطلب بنفسه مرارًا أن يُضحي بحياته في سبيل القضية البهائية، إلا أن بهاء الله أجابه: «إن أعظم الأعمال في هذا اليوم هو الخدمة في سبيل الأمر... وإن هذا الاستشهاد لا يقتصر على فناء الجسد وسفك الدماء، فربَّ من يتنعم بنعمة الحياة ويُحسب شهيدًا...»
في عام 1920، حمل ابن الأصدق برفقة أحمد يزدياني لوحًا من عبد البهاء إلى المنظمة المركزية للسلام الدائم في لاهاي.
ومن المفارقات أن ابن الأصدق عاش حياة طويلة من الخدمة، وتوفي عام 1928. وكان من القلة من حواريو بهاء الله الذين امتدّت حياتهم إلى عهد شوقي أفندي كوليٍّ لأمر الله.

## تاريخ
كما يدل اسمه، فإن ابن الأصدق هو ابن اسم الله الأصدق من خراسان، المعروف أيضًا باسم الملا صادق المقدس. كان الملا صادق، إلى جانب محمد علي البارفروشي والملا علي أكبر الأردستاني، من البهائيين الأوائل الذين تعرضوا للاضطهاد بسبب إيمانهم على الأراضي الفارسية. كما كان من الناجين من معركة حصن طبرسي في مازندران عام 1848.
كتبت ابنة ابن الأصدق، روحاء أصدق، لاحقًا كتابًا عن تجربتها في الزيارة بعنوان حياة واحدة، ذكرى واحدة.
في أواخر حياته، اعتبر بهاء الله ابن الأصدق شهيدًا حيًّا، ولقّبه بـالشهيد ابن الشهيد. حوالي عام 1861–1862، سُجن ابن الأصدق ووالده لأكثر من عامين في زنزانة بطهران، حيث تولى علاجه طبيب يهودي يُدعى حكيم مسيح، والذي اعتنق لاحقًا الديانة البهائية، ويُعتبر أول يهودي يعتنق هذا الدين الجديد.
سافر ابن الأصدق لنشر الدين البهائي إلى عدة مناطق، منها فارس والعراق والهند وميانمار والقوقاز، إضافة إلى عشق آباد ومرو. كما كان عضوًا دائمًا في أول مجمع روحي مركزي أُسس بتوجيه من عبد البهاء في طهران عام 1897.
زار ابن الأصدق كلًا من عبد البهاء وبهاء الله عدة مرات في فلسطين. وكلفه عبد البهاء بمهام عديدة، من بينها تسليم رسالته في السياسة إلى ناصر الدين شاه، وإلى رجال الدين المعاصرين، وإلى شخصيات بارزة في بلاد فارس.